# Hadigny-les-Verrières
Hadigny-les-Verrières és un municipi francès, situat al departament dels Vosges i a la regió del Gran Est. L'any 2007 tenia 419 habitants.

## Demografia

### Població
El 2007 la població de fet de Hadigny-les-Verrières era de 419 persones. Hi havia 139 famílies, de les quals 17 eren unipersonals (4 homes vivint sols i 13 dones vivint soles), 46 parelles sense fills, 59 parelles amb fills i 17 famílies monoparentals amb fills.
La població ha evolucionat segons el següent gràfic:
Habitants censats

### Habitatges
El 2007 hi havia 152 habitatges, 144 eren l'habitatge principal de la família, 4 eren segones residències i 3 estaven desocupats. 141 eren cases i 10 eren apartaments. Dels 144 habitatges principals, 122 estaven ocupats pels seus propietaris, 20 estaven llogats i ocupats pels llogaters i 2 estaven cedits a títol gratuït; 1 tenia dues cambres, 8 en tenien tres, 29 en tenien quatre i 106 en tenien cinc o més. 127 habitatges disposaven pel capbaix d'una plaça de pàrquing. A 56 habitatges hi havia un automòbil i a 83 n'hi havia dos o més.

### Piràmide de població
La piràmide de població per edats i sexe el 2009 era:
| Homes | Edats   | Dones |
| ----- | ------- | ----- |
| 0     | 95 o +  | 0     |
| 0     | 90 a 94 | 0     |
| 0     | 85 a 89 | 4     |
| 0     | 80 a 84 | 0     |
| 8     | 75 a 79 | 0     |
| 4     | 70 a 74 | 16    |
| 4     | 65 a 69 | 4     |
| 4     | 60 a 64 | 4     |
| 12    | 55 a 59 | 8     |
| 16    | 50 a 54 | 12    |
| 24    | 45 a 49 | 24    |
| 8     | 40 a 44 | 8     |
| 12    | 35 a 39 | 16    |
| 20    | 30 a 34 | 12    |
| 16    | 25 a 29 | 12    |
| 16    | 20 a 24 | 24    |
| 28    | 15 a 19 | 16    |
| 4     | 10 a 14 | 20    |
| 16    | 5 a 9   | 8     |
| 12    | 0 a 4   | 4     |

## Economia
El 2007 la població en edat de treballar era de 285 persones, 209 eren actives i 76 eren inactives. De les 209 persones actives 193 estaven ocupades (107 homes i 86 dones) i 16 estaven aturades (5 homes i 11 dones). De les 76 persones inactives 29 estaven jubilades, 22 estaven estudiant i 25 estaven classificades com a «altres inactius».

### Ingressos
El 2009 a Hadigny-les-Verrières hi havia 143 unitats fiscals que integraven 414,5 persones, la mediana anual d'ingressos fiscals per persona era de 17.437 €.

### Activitats econòmiques
Dels 10 establiments que hi havia el 2007, 1 era d'una empresa de fabricació d'altres productes industrials, 5 d'empreses de construcció, 2 d'empreses de comerç i reparació d'automòbils, 1 d'una empresa financera i 1 d'una empresa immobiliària.
Dels 5 establiments de servei als particulars que hi havia el 2009, 2 eren paletes, 1 guixaire pintor, 1 electricista i 1 empresa de construcció.
Dels 2 establiments comercials que hi havia el 2009, 1 era una botiga de més de 120 m² i 1 una peixateria.
L'any 2000 a Hadigny-les-Verrières hi havia 12 explotacions agrícoles.

## Equipaments sanitaris i escolars
El 2009 hi havia una escola elemental.

## Poblacions més properes
El següent diagrama mostra les poblacions més properes.